# Батман: Убийствената шега
„Батман: Убийствената шега“ (на английски: Batman: The Killing Joke) е влиятелен единичен комикс за супергерои, написан от Алън Мур и нарисуван от Брайън Боланд, който е публикуван от ДиСи Комикс през 1988 г. Оттогава бива постоянно преиздаван в оригиналната си форма. Преиздаден е и като част от книгата „Вселената на ДиСи: Историите на Алън Мур“.
През 2008 г. е преиздаден в луксозно издание с твърди корици, което включва ново оцветянане от Брайън Боланд, създадено за да онагледи началните намерения по отношение на книгата с по-мрачни, реалистични и потискащи цветове в сравнение с плътно оцветената оригинална версия.
През юни 2021 г., комиксът е издаден за първи път и на български от Артлайн Студиос като "Батман: Убийствена шега - луксозно издание". Комиксът е издаден повторно през 2024 г. от Артлайн Студиос в превод на Здравко Генов, като част от изданието Жокера: Омнибус, съдържащ още четири истории.